# Rudolf Krause (Politiker, 1894)

Rudolf Krause

Berthold Rudolf Krause (* 30. Juli 1894 in Magdeburg; † 27. Juni 1971 in Salzkotten) war ein deutscher Politiker (NSDAP).

## Leben und Wirken

### Frühes Leben
Krause besuchte die Bürgerschule, anschließend bis 1911 das Realgymnasium in Magdeburg. Nach einigen Jahren praktischer Tätigkeit begann er 1914 eine Ausbildung an der Kunstgewerbeschule.
Von 1914 bis 1918 nahm Krause am Ersten Weltkrieg teil. In den ersten Kriegsjahren gehörte er dem Feldartillerieregiment Nr. 4, später dem Reservefeldartillerieregiment Nr. 49 an. Mit dem zuletzt genannten kämpfte Krause, der mit dem Eisernen Kreuz Zweiter Klasse ausgezeichnet wurde, an der Ostfront (Karpathen, Siebenbürgen, Russland) und dann bis zum Kriegsende im Westen.
Nach dem Krieg nahm Krause seine Studien an der Kunstgewerbeschule wieder auf. Seit 1920 verdiente Krause seinen Lebensunterhalt als Kaufmann in Magdeburg. In Magdeburg wohnte er bis 1937 in der Sternstraße 24.  Von 1938 bis 1943 ist er im Magdeburger Adressbuch dann mit der Adresse Kaiser-Friedrich-Straße 12 aufgeführt.

### Karriere in der NS-Bewegung (1923 bis 1933)
In Magdeburg gehörte Krause zu den Mitbegründern der NSDAP-Ortsgruppe und wurde 1923 Mitglied der NSDAP. 1925 nahm er am ersten Hitlerbesuch im Magdeburger Herrenkrug teil und schloss sich zum 7. Dezember desselben Jahres der neu gegründeten Partei wieder an (Mitgliedsnummer 24.244). Ab 1927 betätigte er sich für die NSDAP als Gau- und Reichsredner.
Bei der Reichstagswahl im September 1930 wurde Krause als Kandidat der NSDAP für den Wahlkreis 10 (Magdeburg) in den Reichstag gewählt, dem er zunächst bis zum Juli 1932 angehörte. Bei der Wahl im Juli 1932 verlor er sein Mandat, konnte es jedoch bei der Wahl im März 1933 wiedergewinnen. In der Folge gehörte er dem Reichstag während der gesamten Dauer der NS-Herrschaft bis zum Mai 1945 als Abgeordneter für seinen alten Wahlkreis an. Das wichtigste parlamentarische Ereignis an dem Rudolf Krause während seiner Abgeordnetenzeit beteiligt war, war die Verabschiedung des Ermächtigungsgesetzes im März 1933, das unter anderem auch mit seiner Stimme beschlossen wurde.
Von 1932 bis 1945 amtierte Krause als Kreisleiter der NSDAP für den Kreis Magdeburg.

### Zeit des Nationalsozialismus (1933 bis 1945)
Ab 1933 spielte Krause eine maßgebliche Rolle bei der Etablierung des nationalsozialistischen Herrschaftssystems in Magdeburg. Am 12. März 1933 wurde Krause zunächst Mitglied des Stadtparlamentes, kurz darauf auch Ratsherr in Magdeburg.
Zusätzlich zu seinem Sitz im Reichstag wurde Krause von der Partei 1933 mit dem Goldenen Ehrenzeichen der NSDAP geehrt, während er von der Stadt Magdeburg später die Kaiser-Otto-Plakette der Stadt erhielt.
1935 gab er das Amt eines Ratsherrn von Magdeburg auf, um die Funktion des Beauftragten der NSDAP für die Stadt Magdeburg zu übernehmen. In dieser Eigenschaft besaß er bis 1939 entscheidenden Einfluss auf die Magdeburger Stadtverwaltung. So bedurften beispielsweise die Entscheidungen des Magdeburger Oberbürgermeisters Fritz Markmann der Bestätigung Krauses, um Gültigkeit zu erlangen. Ferner oblag es Krause in diesen Jahren, wichtigen Personalentscheidungen der Stadt zu treffen: So ernannte er die Magdeburger Ratsherren und die wichtigen Funktionsträger von NSDAP, SS und SA.
1936 verkündete Krause, die kommunistisch-sozialdemokratische Herrschaft in Magdeburg gebrochen und die Stadt in eine nationalsozialistische Stadt verwandelt zu haben. Während seiner Herrschaft als „Provinzfürst“ beteiligte Krause sich durch antisemitische Hetzreden an der Ausgrenzung der Juden in Magdeburg sowie 1938 an der Durchführung der antijüdischen Novemberpogrome in der Stadt. Dessen eingedenk charakterisierte Kurt Sabatzky ihn in seinen Erinnerungen als „ein ganz besonders unangenehmer Judenfresser“.
Mit dem Beginn des Zweiten Weltkriegs ging Krauses Einfluss in Magdeburg deutlich zurück, da der Oberbürgermeister und die Stadtverwaltung ihre Weisungen nun verstärkt durch den Gauleiter und Reichsverteidigungskommissar Rudolf Jordan erhielten. Krause wurde im Januar 1942 noch zum Oberbereichsleiter ernannt.
In der Mitgliederkartei der NSDAP wird Krause bis zum Kriegsende 1945 als Parteimitglied geführt. Recherchen der Universität Magdeburg kamen in den 2000ern zu dem Ergebnis, dass unklar sei, ob er den Krieg überlebt hat. Genealogische Forschungen über Krauses Frau ergaben, dass diese in Salzkotten verstarb, wo schließlich auch sein eigener Tod im Jahr 1971 nachweisbar war.

## Familie
Rudolf Krause war der zweite Sohn des Magdeburger Kaufmanns Albert Eduard Krause (1860–1941) und dessen Ehefrau Emma, geb. Krause (1864–1931). Sein älterer Bruder Albert (1890–1941) war in Magdeburg als Apotheker tätig.
Am 16. Januar 1923 heiratete Rudolf Krause in Magdeburg die Buchhalterin Elsa Scharf (1898–1983).